# I liga urugwajska w piłce nożnej (1942)
- Mistrz Urugwaju 1942: Club Nacional de Football
- Wicemistrz Urugwaju 1942: CA Peñarol
- Spadek do drugiej ligi: River Plate Montevideo
- Awans z drugiej ligi: Miramar Montevideo

Mistrzostwa Urugwaju w roku 1942 były mistrzostwami rozgrywanymi według systemu, w którym wszystkie kluby rozgrywały ze sobą mecze każdy z każdym u siebie i na wyjeździe, a o tytule mistrza i dalszej kolejności decydowała końcowa tabela.

## Primera División

### Kolejka 1
| Mecz                                                   |
| ------------------------------------------------------ |
| Club Nacional de Football – Sud América Montevideo 4:2 |
| CA Peñarol – River Plate Montevideo 4:1                |
| Central Montevideo – Racing Montevideo 2:1             |
| Liverpool Montevideo – Defensor Sporting 4:1           |
| Rampla Juniors – Montevideo Wanderers 1:0              |

### Kolejka 2
| Mecz                                                |
| --------------------------------------------------- |
| Montevideo Wanderers – CA Peñarol 2:0               |
| Club Nacional de Football 1 – Defensor Sporting 0:1 |
| Liverpool Montevideo – Rampla Juniors 2:1           |
| Central Montevideo – River Plate Montevideo 2:1     |
| Sud América Montevideo – Racing Montevideo 3:1      |

### Kolejka 3
| Mecz                                              |
| ------------------------------------------------- |
| Racing Montevideo – Club Nacional de Football 3:3 |
| Defensor Sporting – CA Peñarol 1:1                |
| Central Montevideo – Rampla Juniors 5:2           |
| Montevideo Wanderers – River Plate Montevideo 2:0 |
| Sud América Montevideo – Liverpool Montevideo 2:1 |

### Kolejka 4
| Mecz                                           |
| ---------------------------------------------- |
| CA Peñarol – Sud América Montevideo 3:0        |
| Club Nacional de Football – Rampla Juniors 1:0 |
| River Plate Montevideo – Defensor Sporting 1:0 |
| Racing Montevideo – Montevideo Wanderers 2:1   |
| Liverpool Montevideo – Central Montevideo 4:1  |

### Kolejka 5
| Mecz                                                 |
| ---------------------------------------------------- |
| Liverpool Montevideo – Club Nacional de Football 3:2 |
| Sud América Montevideo – Defensor Sporting 5:1       |
| CA Peñarol – Racing Montevideo 6:0                   |
| River Plate Montevideo – Rampla Juniors 1:1          |
| Montevideo Wanderers – Central Montevideo 3:2        |

### Kolejka 6
| Mecz                                                |
| --------------------------------------------------- |
| CA Peñarol – Rampla Juniors 2:2                     |
| Montevideo Wanderers – Liverpool Montevideo 3:1     |
| Club Nacional de Football – Central Montevideo 4:3  |
| Racing Montevideo – Defensor Sporting 2:2           |
| Sud América Montevideo – River Plate Montevideo 4:1 |

### Kolejka 7
| Mecz                                                 |
| ---------------------------------------------------- |
| Montevideo Wanderers – Club Nacional de Football 0:0 |
| Rampla Juniors – Sud América Montevideo 1:0          |
| CA Peñarol – Liverpool Montevideo 3:1                |
| Defensor Sporting – Central Montevideo 2:2           |
| Racing Montevideo – River Plate Montevideo 2:2       |

### Kolejka 8
| Mecz                                                   |
| ------------------------------------------------------ |
| Club Nacional de Football – River Plate Montevideo 6:0 |
| Central Montevideo – CA Peñarol 1:0                    |
| Racing Montevideo – Liverpool Montevideo 2:1           |
| Sud América Montevideo – Montevideo Wanderers 3:0      |
| Rampla Juniors – Defensor Sporting 4:2                 |

### Kolejka 9
| Mecz                                              |
| ------------------------------------------------- |
| Liverpool Montevideo – River Plate Montevideo 2:1 |
| Racing Montevideo – Rampla Juniors 2:1            |
| Defensor Sporting – Montevideo Wanderers 1:1      |
| Central Montevideo – Sud América Montevideo 3:2   |
| Club Nacional de Football – CA Peñarol 3:2        |

### Kolejka 10
| Mecz                                                   |
| ------------------------------------------------------ |
| Sud América Montevideo – Club Nacional de Football 3:1 |
| CA Peñarol – River Plate Montevideo 2:1                |
| Racing Montevideo – Central Montevideo 1:0             |
| Defensor Sporting – Liverpool Montevideo 1:0           |
| Rampla Juniors – Montevideo Wanderers 1:1              |

### Kolejka 11
| Mecz                                              |
| ------------------------------------------------- |
| Montevideo Wanderers – CA Peñarol 1:1             |
| Club Nacional de Football – Defensor Sporting 3:2 |
| Liverpool Montevideo – Rampla Juniors 0:0         |
| River Plate Montevideo – Central Montevideo 2:1   |
| Racing Montevideo – Sud América Montevideo 2:0    |

### Kolejka 12
| Mecz                                              |
| ------------------------------------------------- |
| Club Nacional de Football – Racing Montevideo 2:0 |
| CA Peñarol – Defensor Sporting 3:2                |
| Rampla Juniors – Central Montevideo 2:1           |
| Montevideo Wanderers – River Plate Montevideo 1:0 |
| Sud América Montevideo – Liverpool Montevideo 3:3 |

### Kolejka 13
| Mecz                                           |
| ---------------------------------------------- |
| CA Peñarol – Sud América Montevideo 5:1        |
| Club Nacional de Football – Rampla Juniors 4:2 |
| River Plate Montevideo – Defensor Sporting 2:2 |
| Racing Montevideo – Montevideo Wanderers 4:0   |
| Central Montevideo – Liverpool Montevideo 2:1  |

### Kolejka 14
| Mecz                                                 |
| ---------------------------------------------------- |
| Club Nacional de Football – Liverpool Montevideo 6:0 |
| Defensor Sporting – Sud América Montevideo 2:0       |
| CA Peñarol – Racing Montevideo 2:0                   |
| Rampla Juniors – River Plate Montevideo 3:2          |
| Montevideo Wanderers – Central Montevideo 4:2        |

### Kolejka 15
| Mecz                                                |
| --------------------------------------------------- |
| CA Peñarol – Rampla Juniors 4:1                     |
| Montevideo Wanderers – Liverpool Montevideo 0:0     |
| Club Nacional de Football – Central Montevideo 3:0  |
| Defensor Sporting – Racing Montevideo 5:2           |
| Sud América Montevideo – River Plate Montevideo 2:0 |

### Kolejka 16
| Mecz                                                 |
| ---------------------------------------------------- |
| Montevideo Wanderers – Club Nacional de Football 2:1 |
| Sud América Montevideo – Rampla Juniors 1:0          |
| CA Peñarol – Liverpool Montevideo 3:1                |
| Central Montevideo – Defensor Sporting 4:2           |
| Racing Montevideo – River Plate Montevideo 1:1       |

### Kolejka 17
| Mecz                                                   |
| ------------------------------------------------------ |
| Club Nacional de Football – River Plate Montevideo 2:1 |
| CA Peñarol – Central Montevideo 2:0                    |
| Liverpool Montevideo – Racing Montevideo 5:3           |
| Sud América Montevideo – Montevideo Wanderers 1:1      |
| Rampla Juniors – Defensor Sporting 3:1                 |

### Kolejka 18
| Mecz                                              |
| ------------------------------------------------- |
| Liverpool Montevideo – River Plate Montevideo 2:0 |
| Rampla Juniors – Racing Montevideo 2:0            |
| Montevideo Wanderers – Defensor Sporting 2:1      |
| Sud América Montevideo – Central Montevideo 3:0   |
| Club Nacional de Football – CA Peñarol 4:0        |

### Końcowa tabela sezonu 1942
| Poz | Klub                      | Mecze | Zw | Rem | Por | Pkt | BrZd | BrStr |
| --- | ------------------------- | ----- | -- | --- | --- | --- | ---- | ----- |
| 1   | Club Nacional de Football | 18    | 13 | 2   | 3   | 28  | 59   | 24    |
| 2   | CA Peñarol                | 18    | 11 | 3   | 4   | 25  | 43   | 22    |
| 3   | Montevideo Wanderers      | 18    | 8  | 6   | 4   | 22  | 24   | 21    |
| 4   | Sud América Montevideo    | 18    | 9  | 2   | 7   | 20  | 35   | 29    |
| 5   | Rampla Juniors            | 18    | 7  | 4   | 7   | 18  | 27   | 29    |
| 6   | Liverpool Montevideo      | 18    | 7  | 3   | 8   | 17  | 31   | 34    |
| 7   | Racing Montevideo         | 18    | 6  | 4   | 8   | 16  | 28   | 38    |
| 8   | Central Montevideo        | 18    | 7  | 1   | 10  | 15  | 31   | 39    |
| 9   | Defensor Sporting         | 18    | 3  | 5   | 10  | 11  | 29   | 49    |
| 10  | River Plate Montevideo    | 18    | 2  | 4   | 12  | 8   | 17   | 39    |

### Klasyfikacja strzelców bramek
| Gole | Piłkarz       | Klub                      |
| ---- | ------------- | ------------------------- |
| 19   | Atilio García | Club Nacional de Football |